# Brookline (Massachusetts)
Brookline – miejscowość w Stanach Zjednoczonych, w stanie Massachusetts w hrabstwie Norfolk, w zespole miejskim Bostonu.

## Demografia
Miasto posiada 63 191 mieszkańców (stan na rok 2020).